# 黃寯
黃寯，字世用，福建福州府闽县人，明朝政治人物、進士出身。

## 生平
成化元年，福建乙酉乡试中舉。成化二年，登丙戌科會試中進士，后擔任武宁县、当涂县、江山县三县知县。